# Monedas de euro de Andorra
El euro (EUR o €) es la moneda oficial de las instituciones de la Unión Europea desde 1999 (cuando sustituyó al ECU), de los Estados que pertenecen a la eurozona y de los micro-Estados europeos con los que la Unión tiene acuerdos al respecto. También es utilizado de facto en Montenegro y Kosovo. Las monedas de euro están diseñadas de tal manera que en su anverso muestran un diseño específico del Estado emisor mientras que en su reverso muestran un diseño común.
Andorra ha carecido históricamente de moneda oficial. Hasta la introducción del euro en España y Francia, la peseta española y el franco francés fueron de facto las monedas usadas allí. El 1 de enero de 2002, comenzó la puesta en circulación del euro y este se convirtió en la moneda de facto de Andorra.
Al carecer de acuerdos monetarios formales con algún país perteneciente a la eurozona (a diferencia de Mónaco, San Marino y la Ciudad del Vaticano que los tenían con Francia e Italia), Andorra no podía emitir sus propias monedas de euro.
El 15 de julio de 2003, Andorra solicitó formalmente la celebración de un acuerdo monetario con la Unión Europea. En agosto de 2004 el Consejo de la Unión Europea recomendó iniciar las negociaciones que finalmente se llevaron a cabo en octubre del mismo año. No fue hasta el 30 de junio de 2011 cuando se firmó un acuerdo monetario que permitía a Andorra usar el euro de manera oficial así como acuñar sus propias monedas de euro desde el 1 de julio de 2013, a cambio de la firma del Memorándum de Acuerdo Multilateral de la Organización Internacional de Comisiones de Valores sobre la Consulta, la Cooperación y el Intercambio de Información, dentro de un plazo de, como máximo, 18 meses a partir de la entrada en vigor del acuerdo monetario. Tras la ratificación andorrana del acuerdo monetario, este entró en vigor el 1 de abril de 2012. En octubre de 2012, las autoridades andorranas pospusieron la emisión de monedas en euro hasta 2014. Finalmente, la primera emisión de monedas de euro de Andorra tuvo lugar en diciembre de 2014.
Tradicionalmente Andorra emitía monedas denominadas «diners» que no tenían curso legal sino exclusivamente fines de coleccionismo. Según el acuerdo monetario mencionado anteriormente, estas monedas podrían seguir siendo emitidas.

## Diseño regular
En marzo de 2013, se llamó a concurso público para el diseño de todas las monedas de euro andorranas excepto la de 2 euro que se dispuso contaría con la imagen del escudo de Andorra. Los diseñadores debieron presentar sus propuestas para la moneda de 1 euro bajo la temática de la Casa de la Vall; para las monedas de 50, 20 y 10 céntimos, la temática fue el arte románico del país; y para las monedas de 5, 2 y 1 céntimos, la temática podía girar en torno a paisajes, naturaleza, fauna y flora típicas del país. Las doce estrellas que definen Europa debían rodear todo el diseño. También debía figurar el año de emisión y el nombre del estado.
En mayo de 2013, se presentaron los diseños ganadores: las monedas de 1, 2 y 5 céntimos incluían la imagen de un rebeco y de fondo un quebrantahuesos, mientras que las monedas de 10, 20 y 50 céntimos recogían el Pantocrátor de San Martín de la Cortinada y la iglesia románica de Santa Coloma y en el caso de las de 1 euro la Casa de la Vall. Sin embargo, en agosto de 2013, se anunció la eliminación del Pantocrátor de San Martín en las monedas de 10, 20 y 50 céntimos debido a la petición de la Comisión Europea de mantener el principio de neutralidad religiosa. Las piezas de 10, 20 y 50 céntimos llevarían sólo la imagen del campanario de la iglesia de Santa Coloma.
|                                                                                             |
| Sarrio uno de los motivos de las monedas de 1, 2 y 5 cts. Diseñador: Ruben Da Silva Carpio. |

|                                                                                               |
| Quebrantahuesos otro motivo de las monedas de 1, 2 y 5 cts. Diseñador: Ruben Da Silva Carpio. |

| |
| Iglesia románica de Santa Coloma, motivo de las monedas de 10, 20 y 50 cts. Diseñador: Pere Moles. |

|                                                                               |
| Casa de La Vall motivo de las monedas de 1 euro. Diseñador: Jordi Puy Segura. |

|                                                                                    |
| Escudo de Andorra motivo de las monedas de 2 euro. Diseñador: Gobierno de Andorra. |

La emisión de las monedas de euro andorranas se produjo oficialmente el 23 de diciembre de 2014 cuando se pusieron a la venta a valor facial para los ciudadanos y residentes de Andorra en carteras y a partir del 15 de enero de 2015 para el resto de los interesados. Asimismo, se tuvo noticia de la puesta en circulación de las monedas de euro andorranas en febrero de 2015 cuando pudieron ser identificadas mezcladas en rollos de monedas de euro de España.
Son acuñadas por España y Francia en años alternos. En 2014, primer año de emisión de las monedas de euro andorranas, España realizó dicha acuñación.

## Monedas conmemorativas en euro de Andorra
|      | €0.01 | €0.02 | €0.05 | €0.10 | €0.20 | €0.50 | €1.00 | €2.00 |
| ---- | ----- | ----- | ----- | ----- | ----- | ----- | ----- | ----- |
| 2014 | 0.2   | 0.2   | 1     | 1     | 1     | 0.5   | 0.65  | 1     |

| Año  | Motivo | Emisión | Imagen |
| ---- | --- | ------- | ------ |
| 2014 | 20º aniversario del ingreso de Andorra en el Consejo de Europa Se ve el escudo de Andorra a la izquierda. A su derecha la cifra «20» con el cero estilizado con el círculo que forman las estrellas de la bandera europea. Arriba «ANDORRA AL CONSELL D’EUROPA» («Andorra en el Consejo de Europa» en catalán). Abajo el año de acuñación. Todo rodeado por la estrellas de la bandera de la Unión en el borde. | 100 000 |        |
| 2015 | 25º aniversario de la firma del Acuerdo aduanero con la Unión Europea Se ve el escudo de Andorra sobre dos flechas entrelazadas con las fechas de la conmemoración «1990» y «2015» así como «ANDORRA». Arriba, siguiendo el borde, «25è aniversari de la Signatura de l’Acord Duaner amb la Unió Europea» («25º aniversario de la firma del Acuerdo Aduanero con la Unión Europea» en catalán). Todo rodeado por la estrellas de la bandera de la Unión en el borde. | 85 000  |        |
| 2015 | 30.º aniversario de la mayoría de edad a los 18 años en Andorra Se ve parcialmente a una persona joven metiendo una papeleta de votación en una urna. En la papeleta se lee el nombre del país. Rodeándolo todo la inscripción «30è ANIVERSARI MAJORIA D’EDAT ALS 18 ANYS» («30º aniversario de la mayoría de edad a los 18 años» en catalán). Todo rodeado por la estrellas de la bandera de la Unión en el borde. | 85 000  |        |
| 2016 | 25º aniversario de «Radio y Televisión de Andorra» Se ven un micrófono y una antena. Alrededor, por la derecha, «25è ANIVERSARI DE RÀDIO I TELEVISIÓ D’ANDORRA» («25º aniversario de Radio y Televisión de Andorra» en catalán). Arriba «2016 ANDORRA». Todo rodeado por la estrellas de la bandera de la Unión en el borde. | 85 000  |        |
| 2016 | 150 años de la Nueva Reforma de 1866 Se ve la sala principal de la Casa de la Vall antigua sede del parlamento de Andorra. Arriba «150 ANYS DE LA NOVA REFORMA DE 1866» («150 años de la nueva Reforma de 1866» en catalán) junto con el año e emisión. Abajo «ANDORRA». Todo rodeado por la estrellas de la bandera de la Unión en el borde. | 85 000  |        |
| 2017 | 100 años del Himno de Andorra Aparece una reproducción de la partitura de las primeras notas del Himno de Andorra. A ambos lados «Himne Andorrà» («Himno de Andorra» en catalán). Arriba ««100 anys de l’himne d’Andorra» («100 años del himno de Andorra» en catalán) y el año de acuñación. Todo rodeado por la estrellas de la bandera de la Unión en el borde. | 85 000  |        |
| 2017 | Andorra, el país de los Pirineos Reproduce el emblema de Andorra que es un triángulo con líneas ondulantes que representa el mapa del país. Abajo «Andorra, EL PAÍS DELS PIRINEUS» («Andorra, el país de los pirineos» en catalán). Abajo el año de acuñación. Todo rodeado por la estrellas de la bandera de la Unión en el borde. | 85 000  |        |
| 2018 | 25º aniversario de la Constitución de Andorra Se ve una representación del «Monumento a los hombres y mujeres de Andorra que quisieron la constitución» que está en la plaza del Consell General. A la derecha un mapa de Andorra con el lema del país «VIRTVS VNITA FORTIOR» («La virtud unida es más fuerte» en latín). A la izquierda de todo el nombre del país. A la derecha «25è ANIVERSARI DE LA CONSTITUCIÓ 1993-2018» («25º aniversario de la constitución 1993-2018» en catalán). Todo rodeado por la estrellas de la bandera de la Unión en el borde. | 75 000  |        |
| 2018 | 70 años de la Declaración de los Derechos Humanos El diseño, visto de la periferia hacia el centro, representa siete escaleras (una por cada parroquia de Andorra) que bajan hacia el valle central donde está el nombre del país y el año de acuñación. Visto del centro a la periferia es un árbol con siete ramas (con la misma simbología) que representa al mundo del que forma parte el país. En total, del árbol nacen 30 hojas, una por cada artículo de la Declaración Universal de los Derechos Humanos. Alrededor «70 ANYS DE LA DECLARACIÓ UNIVERSAL DELS DRETS HUMANS» («70 años de la declaración universal de los derecho humanos» en catalán). Todo rodeado por la estrellas de la bandera de la Unión en el borde. | 75 000  |        |
| 2019 | Finales de la Copa del Mundo de esquí alpino |         |        |
| 2019 | 600 años del Consell de la Terra |         |        |
| 2020 | XXVII Cumbre iberoamericana Andorra 2020 |         |        |
| 2020 | 50.º aniversario del sufragio universal femenino |         |        |
| 2021 | Centenario de la coronación de Nuestra Señora de Meritxell |         |        |
| 2021 | Cuidemos de nuestros mayores |         |        |

## Monedas de colección en euro de Andorra
Las monedas acuñadas con fines de colección se rigen por directrices indicadas por la Comisión Europea. Estas solo son de curso legal en el país emisor y deben poder diferenciarse claramente de las destinadas a la circulación. Andorra comenzó a acuñarlas desde el año 2018 y cuenta con piezas en oro y plata. Sus motivos son de importancia tanto nacional como internacional.